# Киборуса
Киборуса — ручей в России, протекает по территории Подпорожского городского поселения Подпорожского района Ленинградской области. Длина ручья — 9 км.
Киборуса берёт начало из болота без названия на высоте выше 59 м над уровнем моря и далее течёт преимущественно в юго-восточном направлении по заболоченной местности.
Впадает на высоте 36 м над уровнем моря в реку Порутому, впадающую в Верхнесвирское водохранилище, через которое протекает река Свирь.
Населённые пункты на ручье отсутствуют.
Код объекта в государственном водном реестре — 01040100712202000012087.